# Kolarstwo na Igrzyskach Wspólnoty Narodów 2006
Kolarstwo na Igrzyskach Wspólnoty Narodów 2006 – jedna z dyscyplin podczas Igrzysk Wspólnoty Narodów 2006 w Melbourne. Rozegranych zostało 18 konkurencji w trzech dyscyplinach kolarskich.

## Tabela medalowa
| Poz. | Państwo           |    |   |   | Razem |
| ---- | ----------------- | -- | - | - | ----- |
| 1.   | Australia         | 11 | 8 | 5 | 24    |
| 2.   | Anglia            | 4  | 5 | 2 | 11    |
| 3.   | Szkocja           | 1  | 1 | 4 | 6     |
| 4.   | Kanada            | 1  | 1 | 3 | 5     |
| 5.   | Wyspa Man         | 1  | 0 | 0 | 1     |
| 6.   | Nowa Zelandia     | 0  | 2 | 2 | 4     |
| 7.   | Południowa Afryka | 0  | 1 | 0 | 1     |
| 8.   | Walia             | 0  | 0 | 2 | 2     |

## Rezultaty

### Kolarstwo szosowe

#### Kobiety
| Konkurencja                | Złoto         | Czas     | Srebro      | Czas     | Brąz          | Czas     |
| Jazda indywidualna na czas | Oenone Wood   | 37:40,87 | Kathy Watt  | 37:56,07 | Sara Carrigan | 38:00,32 |
| Wyścig ze startu wspólnego | Natalie Bates | 2:56:08  | Oenone Wood | 2:59:13  | Nicole Cooke  | 2:59:13  |

#### Mężczyźni
| Konkurencja                | Złoto          | Czas     | Srebro       | Czas     | Brąz            | Czas     |
| Jazda indywidualna na czas | Nathan O’Neill | 48:37,29 | Ben Day      | 49:01,67 | Gordon McCauley | 49:50,70 |
| Wyścig ze startu wspólnego | Mathew Hayman  | 4:05:09  | David George | 4:05:13  | Allan Davis     | 4:05:21  |

### Kolarstwo torowe

#### Kobiety
| Konkurencja           | Złoto              | Srebro             | Brąz          |
| Sprint                | Victoria Pendleton | Anna Meares        | Kerrie Meares |
| 500 m                 | Anna Meares        | Victoria Pendleton | Kerrie Meares |
| Wyścig punktowy       | Katherine Bates    | Rochelle Gilmore   | Kate Cullen   |
| Wyścig na dochodzenie | Katie Mactier      | Katherine Bates    | Emma Jones    |

#### Mężczyźni
| Konkurencja                     | Złoto                                                            | Srebro                                                                          | Brąz                                                                                    |
| Sprint                          | Ryan Bayley                                                      | Ross Edgar                                                                      | Travis Smith                                                                            |
| Sprint drużynowy                | Szkocja Ross Edgar · Chris Hoy · Craig MacLean                   | Anglia Matthew Crampton · Jason Queally · Jamie Staff                           | Australia Ryan Bayley · Shane Kelly · Shane Perkins                                     |
| Keirin                          | Ryan Bayley                                                      | Travis Smith                                                                    | Ross Edgar                                                                              |
| 1000 m                          | Ben Kersten                                                      | Jason Queally                                                                   | Chris Hoy                                                                               |
| Wyścig punktowy                 | Sean Finning                                                     | Hayden Roulston                                                                 | Geraint Thomas                                                                          |
| Scratch                         | Mark Cavendish                                                   | Ashley Hutchinson                                                               | James McCallum                                                                          |
| Wyścig na dochodzenie           | Paul Manning                                                     | Rob Hayles                                                                      | Steve Cummings                                                                          |
| Wyścig drużynowy na dochodzenie | Anglia Steve Cummings · Rob Hayles · Paul Manning · Chris Newton | Australia Ashley Hutchinson · Matthew Goss · Stephen Wooldridge · Mark Jamieson | Nowa Zelandia Hayden Godfrey · Timothy Gudsell · Marc Ryan · Peter Latham · Jason Allen |

### Kolarstwo górskie

#### Kobiety
| Konkurencja   | Złoto                | Czas    | Srebro        | Czas    | Brąz         | Czas    |
| Cross-country | Marie-Hélène Prémont | 1:55:04 | Rosara Joseph | 1:56:31 | Kiara Bisaro | 1:57:59 |

#### Mężczyźni
| Konkurencja   | Złoto        | Czas    | Srebro          | Czas    | Brąz           | Czas    |
| Cross-country | Liam Killeen | 2:13:11 | Oli Beckingsale | 2:13:26 | Seamus McGrath | 2:13:43 |